# Machimus tephraeus
Machimus tephraeus är en tvåvingeart som först beskrevs av Christian Rudolph Wilhelm Wiedemann 1820.  Machimus tephraeus ingår i släktet Machimus och familjen rovflugor. Inga underarter finns listade i Catalogue of Life.